# Werner Koch
Werner Koch (Düsseldorf, 11 de julho de 1961) é um livre desenvolvedor de software alemão. Ele é mais conhecido por seu papel como o principal desenvolvedor do GNU Privacy Guard (GnuPG ou GPG), um aplicativo de segurança baseado em algoritmos livres, financiado pelo Ministério da Economia e Tecnologia da Alemanha (BMWi) e gerenciado pelo German Unix User Group.
O projeto tem como objetivo estimular o uso da criptografia, e, de acordo com Koch, trata-se de um programa bastante estável, que roda em muitas plataformas (quase todos os Unix, Windows, e porte para OpenVMS e MacOS X estão em progresso). Koch começou a trabalhar com desenvolvimento de software em 1985, quando estudava ciência da computação e trabalhou com uma variedade de sistemas, de CP/M a mainframes e linguagens como Assembler a Smalltalk. Koch usa GNU/Linux como plataforma principal de desenvolvimento desde 1993 e, além de trabalhar como mantenedor do projeto GnuPG, ele é membro do conselho do GUUG. Werner Koch também faz parte do núcleo da equipe da Free Software Foundation Europe.
Em 2001, ele fundou a empresa de Empresa de Segurança de TI, g10 Código GmbH e executa-lo desde então. Ele vive em Erkrath, perto de Colónia.